# 葉應麟
葉應麟（1505年—？），字時瑞，號東川，直隸池州府建德縣人，民籍，明朝政治人物。

## 生平
嘉靖十九年（1540年）庚子科應天府鄉試第二十八名舉人。嘉靖二十六年（1547年）中式丁未科會試第十四名，登第三甲第一百四十五名進士。工部觀政，二十八年任温州府推官。升南大理寺评事、寺正、雲南佥事。

## 家族
曾祖葉常青；祖父葉盛，訓導；父葉益昌。前母徐氏；母魏氏。慈侍下。弟葉應麒。子迎芳、迨芳。